# Маргарита Богемська
Маргарита Богемська,також відома як Маргарита Люксембурзька (чеськ. Markéta Lucemburská, нім. Margarethe von Luxemburg, хорв. Margareta Luksemburška, італ. Margherita di Boemia, пол. Małgorzata Luksemburska; 24 травня 1335—1349) — королева-консорт Угорщини після шлюбу з королем Людовиком Великим. Була другою дитиною в сім'ї Карла IV, імператора Німеччини та його першої дружини Бланки де Валуа. Маргарита була членом династії Люксембургів.

## Життя
Маргарита була другою дитиною в сім'ї свого батька та його першої дружини. В два роки вона була заручена з графом Савойським Амадеєм VI, договір був підписаний 7 березня 1338 року. Однак договір було розірвано.
В сім років, тобто в 1342 році, Маргарита стала першою дружиною короля Угорщини Людовика І Великого.
Шлюб тривав сім років. Ймовірно, через юний вік Маргарити вона не змогла народити королю дітей. В 1349 році вона померла від чуми, їй було близько 13-14 років. Ймовірно, її було поховано у базиліці Секешфегервар. Після смерті Маргарити її чоловік одружився з Єлизаветою Боснійською.